# Escola Secundária de Doane
A Escola Secundária de Doane (ESD) é uma instituição de ensino secundário de Moçambique. Está localizada em Nova Mambone, na província de Inhambane.
No sistema de educação moçambicano, a escola está classificada dentro do "tipo C", tendo menos do que vinte salas de aula.

## Características
No ano de 2010, o corpo estudantil consistia em 1094 alunos, dos quais 106 estudavam à noite. No ano anterior, o número de acadêmicos era de 858, o que evidencia um aumento.
Da mesma maneira, há planos para aumentar a sua capacidade física, e a companhia sul-africana Sasol pretende construir salas novas para professores, a serem inauguradas em 2010.